# Lijst van geslachten in Nederland's Patriciaat
Lijst van de geslachten die zijn opgenomen in het genealogische naslagwerk Nederland's Patriciaat. De geslachten waarvan geen genealogie is opgenomen zijn tussen haken geplaatst en gemerkt met een asterisk (*); wanneer takken met dubbele namen tot één geslacht behoren zijn die takken bij de stamnaam opgenomen, gescheiden van elkaar door een schuine streep.

## A
Van der Aa • Aalbersberg / Aalbertsberg • Abbing / Roscam Abbing • Abeleven • Aberson / Colson Aberson / Van der Hardt Aberson / Wigeri Aberson • d'Abo • Acquoy • Adema / Hora Adema • Adriani / Van der Tuuk Adriani • Advocaat • d'Ailly • Van Akerlaken • Albarda • Alberdingk / Alberdingk Thijm • Van Alderwerelt / Van Alderwerelt van Rosenburgh / De Roo van Alderwerelt • (Van) Alkemade (geslacht) / Van Rijn van Alkemade • Van Alphen (Etten) / Pascal van Alphen • Van Alphen (Keulen) • Van Alphen (Rotterdam) • Alpherts • Altena / Van Regteren Altena • Altes / Korthals Altes / Meursing Korthals Altes † • Ament • Ameshoff • Ancher / Brouwer Ancher • Van Andel • Anderegg • Andrau • André de la Porte • Andreae (Fürstenwalde) • Andreae (Hitzum) /  Beucker Andreae / Van Bothnia Andreae / Fockema Andreae (geslacht) / Nauta Andreae • Ankersmit / Kok Ankersmit • Appeldoorn • Van Appeltere • D'Aquin • Van Arkel • Arntz / Ratering Arntz • Arntzenius • Arriëns / Lincklaen Arriëns • Asser / Nijhoff Asser • d'Aumerie

## B
Baart de la Faille / De la Faille • Baartz • Bachiene • Backer / Backer van Leuven / Huyghens Backer • Backhuijsen / Van de Sande Bakhuijzen • Badon Ghyben • Baelde • Van Baerle • Baert • Bake / De Menthon Bake / Van den Wall Bake • Bakker (Goedereede) • Bakker (Rostock) • Balfour / Balfour van Burleigh • Balguerie • Ballot / Buys Ballot • den Bandt • Banga • Bannier • Banning (geslacht) / Weyn Banningh • Barbas(geslacht) • De Bas • Bastert • Bastiaanse / Van Bouwdijk Bastiaanse / Haak Bastiaanse • Batenburg / Van Basten Batenburg • Battaerd • Baud (geslacht) • Bauduin • De Beaufort • Beaujon • Beausar / Van Breda Beausar • Beckman / Wiardi Beckman • Beeckman • Van Beeftingh • Beelaerts / Beelaerts van Emmichoven / Beelaerts van Blokland • Beeldemaker • Beels • Den Beer Poortugael • Van Beest / Van Voorst van Beest • Beets • Van Bemmelen • Benier • Benteyn • Bentfort / Bentfort van Valkenburg / Drossaart Bentfort • Van Berckel • De Bère / Lach de Bère • (Van) Berenbroeck • Van den Berg (Dongen) • Van den Berg (geslacht) / Bentz van den Berg / Bland van den Berg / Van Maren Bentz van den Berg • Van den Berg (geslacht) / Van den Berg van Saparoea • Berger • Van den Bergh (geslacht) / Van den Bergh van Heinenoord • Van Benthem van den Bergh • Bergsma • Berdenis van Berlekom • Bernicke • Bert (geslacht) / De Bert / Schrassert Bert • Besier • Bettink / Wefers Bettink • Betz • Beuker • Van Beuningen • Van Beusekom / Hubert van Beusekom / Doude van Troostwijk • Van Beusekom (Doetinchem) • Beyen • De Beyer • Beyerinck • Beyerman • Beijnen / Van Duijfhuijs Beijnen / Koolemans Beijnen • Bichon Vingerhoedt / Bichon Visch / Bichon van IJsselmonde • Bicker / Bicker Caarten • De Bie • Bienema / Van Bienema • Bienfait /  Bodel Bienfait • Bierman • Van den Biesen / Vongers van den Biesen • Bik (geslacht) / Arnold Bik / Van Berckel Bik / Butin Bik / Mulock van der Vlies Bik / De Nijs Bik / De Perez Bik / Vreede Bik • Bilderdijk • Van der Bilt • Binkes • Binkhorst / Binkhorst van Oudcarspel en in Koedijk • Bischoff / Bischoff van Heemskerck / Bischoff Tulleken • Bisdom (geslacht) / Van Lakerveld Bisdom / Reijnders Bisdom / Wijckerheld Bisdom • Blaauw (Stadlohn) • Blaauw (Westzaan) • Blaisse • Blanckenhagen • Blankenheym • Blankert • Bloembergen • Bloemers • Blokhuis • Blokhuyzen • Blom (Delft) • Blom (Eemnes) • Blom (Hindelopen) • Blom (Kleef) • Blom (Oost-Vlaanderen) • Blomhert • Van Blommestein • Blussé / Blussé van Oud-Alblas / Van Braam Blussé • Blijdenstein / Blenken Blijdenstein / De Stoppelaar Blijdesteijn • Boddaert • Boddens • Boden (patriciaatgeslacht) • Boelen /Bohlen • Van Boelens • Boellaard • Boerlage • Boeye • Bogaers • Bogaert • Nering Bögel • Böhtlingk • Du Bois • Boissevain • Bok • Boll • Bolomey • Van Bommel • Bondam • Bonebakker • Bongaerts • Bonnike • Boogaert • Boom (geslacht) / Isebree Boom / De Lange Boom / Plevier Boom • Boomkamp / Van Leeuwen Boomkamp • Boon (Rotterdam) • Boon (geslacht) / Boon Hartsinck • Boon / Boon van Ostade • Boonacker • Boonen • Boot (geslacht) / Moerkerk Boot / Nagtglas Boot • De Booij • De Bordes / Van Walré de Bordes • Borgesius / Zuiderveen Borgesius (eerste geslacht) • Borgesius (tweede geslacht) • Borleffs • Von dem Borne • Borret • Borski (geslacht) † / Van Noord Borski / Van Wieringhen Borski • Bosch • Ten Bosch (geslacht) • Van den Bosch (Breda) • Van den Bosch (Rheden) • Van den Bosch (Rotterdam) • Bosscha • Van Bosse • Boumeester / Van Oldenbarneveld Boumeester • Bouricius / Visscher Bouricius • Boutmy • Bouvin • Bouvy • Bouwensch • Braakenburg / Brakenburg • Van Braam / Van Braam Houckgeest • Braams • Van Brakel • Brandt • Brants • Brantsma / Willinge Brantsma • De Brauw / Ten Noever de Brauw / Stavenisse de Brauw • Bredius / Klinkhamer Bredius † • Breekpot • Van der Breggen / Van der Breggen Paauw • Breijer • Breukelman • Briët / De la Saussaye Briët • Van den Brink / Bakhuizen van den Brink • Van den Broecke / De Smit van den Broecke • Van den Broek (Geulle) / Van den Broek d'Obrenan • Van den Broek (Babyloniënbroek) • Van den Broeke • Broers • Broese (geslacht) / Broese van Groenou • Le Bron de Vexela • Brongersma • Bedloo de Bronovo • Brousson / Clockener Brousson • Reeling Brouwer • Browne • Van der Brugghen • Brugma • Bruinier • Bruins • Brutel de la Rivière • De Bruijn • Bruijn / Bruijn van Rozenburg / Van der Horst Bruijn / Van Oosterwijk Bruijn • De Bruyn (Herpen) • De Bruyn / De Bruin ('s-Hertogenbosch) • De Bruyn (Kockengen) • De Bruyn / De Bruyn van Melis- en Mariekerke • De Bruyn / Van Troostenburg de Bruyn / Lobry van Troostenburg de Bruyn † • Bruijns / Mörzer Bruijns • Büchler • Buck • Budde / Cost Budde • Buma / De Blocq van Haersma Buma † / Van Haersma Buma / Hopperus Buma / Hora Buma • Bunge • Buning / De Cock Buning / Werumeus Buning • Van Buren • Burger • Burkens • Buschkens • Busmann / Hartman Busmann / Star Busmann / Tjaden Busmann • Bussemaker (Emlichheim) • Bussemaker (Hengelo) / Barlagen Bussemaker • Buteux • Buyskes • Bybau • De Bye / Thierry de Bye • Van Bijlert • Bijleveld (Rhoon) • Bijleveld (Westfalen) / Van Eijk Bijleveld • Bijvoet (geslacht) / Van Dieren Bijvoet

## C
Caan† / Caan van Neck † / De la Bassecour Caan † • Caarten • Van Calcar • Van Calker • Sharpe van Calker • Van Kalker • Calkoen / Van Beeck Calkoen • Callenbach • Callenfels • Van der Beke Callenfels • Van Stein Callenfels • Von Stein Callenfels • Carnbier • Camp (Geertruidenberg) • Camp ('s-Hertogenbosch) / Del Campo genaamd Camp • Van Lookeren Campagne • Cankrien • Cannegieter • Hoornsma Cannegieter • Reen Cannegieter • Schrader Cannegieter • Canneman • Cantzlaar • Capadose • Van Cappelle • Carbasius • Cardinaal • Carp • De Carpentier • Carsten • Star Nauta Carsten • Van Casteel • Castendijk • Ten Cate / Doedes Breuning ten Cate • Ten Cate / Naudin ten Cate • Cats / Lichtenvoort Cats / Manger Cats • Van Cattenburch • Casteren van Cattenburch • Van Panhuys van Cattenburch † • Cau • Cazaux • Cazius • Certon • Rigail Certon • Chabot / Taudin Chabot • Van Charante • Boss van Charante • Mensing van Charante • Moll van Charante • Watson van Charante • Charbon • De Chaufepie • De Dompierre de Chaufepie • Clant • Clant van der Mijll • Clant Schatter • Van Rijneveld Clant • Clarion • Clavareau • Clement • Van der Poest Clement • De Clercq (N.-Brabant) • Van der Lek de Clercq • De Clercq (Vlaanderen) • Cleveringa • Cleyndert • Cleijndert • De Jong Cleijndert • Clifford / Oetgens van Waveren Pancras Clifford / Pancras Clifford • Du Cloux • Alting du Cloux • Lincklaan du Cloux • Cluysenaer • Cnopius • Coenen • Cohen • Cohen Stuart • Coldeweij • Colenbrander • Van Berck Colenbrander • Van Hecking Colenbrander • Collard • Colthoff • Rom Colthoff • Conijn • De Coningh / Van Vrijberghe de Coningh • De Coningh / Van Assendelft de Coningh • Conrad • Cool (Overschie) • Cool (Appingedam) • Coolhaas • Coops • Coops Busgers • Van de Coppello / Kappeyne van de Coppello • Cordelois • Cordes • Corstius / Brandt Corstius • Corten • Coster • Costerman • Costerus • Couperus • Del Court • Couvee • Sauerbier Couvee • Cox • Craandijk • Van der Crab • Cramer (Ootmarsum) • Cramer (Rijnland) • Cramer (Westfalen) • Putman Cramer • Cramer von Baumgarten • Cramerus • De Crane • Van Cranenburgh • Cremer • Cremers (geslacht) • Canter Cremers • Hooftman Canter Cremers • Pathuis Cremers • Creutzberg • Creyghton • (Criellaert*) • Croiset • Crol • Croll • Crommelin • Van Wickevoort Crommelin • Croockewit • Crull • Hofstede Crull • Cruys • Cunaeus • Gael Cunaeus †

## D
Daendels • Dalen • Van Dam (Amersfoort) • Van Dam (Delft) / Boudet van Dam • Van Dam van Isselt • Damsté / Sinninghe Damsté / Beekhuis Damsté / Wilhelmy Damsté • Daneels van Wijkhuyse † • Daniëls (geslacht) / Wijnoldy Daniëls • (Daubanton*) • Van Deinse • Deketh • Deking Dura • Dekker (geslacht) / Dyserinck Dekker / Huisinga Dekker / Van der Mijll Dekker • Delbeek • Delprat • Dermout • Deurvorst • Van Deventer • Van Dielen • Diemont / Waller Diemont • Diepen • Diepenbrock • Van Diepenbrugge • Diepenhorst • Diephuis • Dierkens • Van Diermen • Dirkzwager / Dirkswager • Van Dishoeck • Van Ditzhuyzen • Dobbelmann • Van Dobben • Van Dockum • Döderlein de Win • Van Doekum • Doeff (Hazerswoude) • Doeff (Oudshoorn) • Van Doesburgh / De Vries van Doesburgh / Semeyns de Vries van Doesburgh / Brandts van Doesburgh • Doffegnies • Dolleman (Maastricht) • Dolleman (Westzaan) / Thierry de Bye Dolleman • Dommers • Van Dompseler • Donker / Donker Curtius • Donkersloot • Dons • Doorenbos • Doorman / Langguth Doorman • Van Doorn / De Balbian van Doorn † • Van Doorne • Van Doorninck • Dorhout • Von Dörnberg / Von Dörnberg Heiden • Van Dorp • Dorrepaal • Van Dorsser / De Haas van Dorsser • Douglas • Douwes Dekker • Douwes / Douwes Isema • Doyer / Elberts Doyer • Dozy • Drabbe / Von Frijtag Drabbe • Drees • Driebeek • Van Driel van Wageningen • Van den Dries • Driessen • Van Driest • Droogleever Fortuyn / Fortuyn Droogleever • Drost • Druyvesteyn (geslacht) • Drijfhout • Dubourcq • Dufour • Dull • Dumbar • Dunlop • Van Dunné • Van Dusseldorp / Drossaart van Dusseldorp • Van der Dussen • Dutilh • Dutry / Dutry van Haeften • Duuring • Duycker • Dijckmeester • Van Dijk (geslacht) / Van Dijk van 't Velde / Van Dijck • Dyserinck / Kleiweg Dyserinck • Dijxhoorn

## E
Van der Eb • Ebeling (Groningen) • Ebeling (Hildesheim) • Eck • Van Eck (Drumpt) • Van Eck (Eck en Wiel) • Van Eck (Rotterdam) • Van Eeghen • Eekhout / Hachmeester Eekhout / Eeckhout • Van Eelde • De la Sablonière van Eelde † • Van Eerten • Westerbeek van Eerten • Van Eeten • Begram van Eeten • Egeling • Guldensteeden Egeling • Egidius • Egter • Egter van Wissekerke • Van Eik • Eindhoven • Cremer Eindhoven • Elias • Witsen Elias • Elout • Elsevier • Van der Elst (Antwerpen) • Van der Elst (Driel) • Hupkens van der Elst • Van der Elst (Utrecht) • Emants • Van Embden • Emmen • Tjaden Emmen • Engelberts (Nordhorn) • Engelberts (Uithuizermeeden) • Engelbrecht • d'Engelbronner • Engelen • Engelenburg • Engelhard • Engels • Enklaar • Enklaar van Guericke † • Enschedé • Durselen Enschede • Ermerins • Van Erpecum • Erzey • Eschauzier • Escher • Van Essen • Evekink • Evekink Busgers • Van Voorst Evekink • Everard • Van Everdingen • Everts • Everwijn • Van Ewijck • Eijck (geslacht) / Eijck van Zuylichem / Burman Eyck tot Zuylichem • Van Eyk / Sprenger van Eyk • Eijkman / Eijkman van der Kemp • Eyma • Eysten / Wackie Eysten

## F
Fabius • Fangman • Fauchey • Faure • Van der Feen • Van der Feen de Lille • Feenstra • Feith (Obershausen, Nassau) • Feith (Elburg) • Fenema • Borgerink Fenema • Van Fenema • Ferf • Fermin • Le Fèvre de Montigny • De Feyfer • Van der Flier • Flieringa • De Flines • Fock • Von Brucken Fock • Fockema • Fokker • Folkersma • Folmer • Van Orsoy de Flines • Fontein I • Alg(e)ra Fontein • Fontein II • Van Dalsen Fontein • Matak Fontein • Fortuyn • De Fouw • Bevier de Fouw • François • Fraser • De Fremery • Frets • Freudenberg • Friesendorp • Frieswijk • Frowein • Fruin • Veltman Fruin • Fuhri • Fuhri Snethlage • Fundter • Fundter de Beauchene • Furnee

## G
Gaade • De Gaay • De Gaay Fortman • Gallas • Steenwijk Gallas • Gasinjet • De Gavere • Gaymans • Geertsema • Busch Geertsema • Geertsema van Sjallema • (Smidt) van Gelder • Gelderman (Zwolle) • Gelderman (Schermbeck) • Gelinck • Gelpke • Sollewijn Gelpke • Van Gelsdorp • Van Genderen • Van Gennep • Gentis • Geradts • Gericke • Gerlings • Indewey Gerlings • Jager Gerlings • Oortman Gerlings • De Pauw Gerlings • Verschoor Gerlings • Van Geuns • Gevers / Gevers Deynoot / Gevers Leuven • Gewin • Gey van Pittius • Giesberger • Gildemeester (Rheda) • Gildemeester • Van Gheel Gildemeester (Utrecht) • Van Gilse (Alphen, Gilze) • Van Gilse (Baarle-Nassau) • Gleichman • Gleichman von Oven • Gobius • Gobius du Sart • Gockinga • Goddard • Goekoop • Goeman • Van Goens • Van der Goes • Van Gogh • Gonggrijp • Van Gool • Goossens • Gordon • Van Gorkum • De Gou / Gout • Gouda • Van Goudoever • Van Gouiloever • De Graaf (Rijssel) • De Graaff (Nieuwland) • Van de Graaff • Messemaeckers van de Graaff (Bleskensgraaf) • Van de Graaff (Ned.-Indië) • Graafland / Hooft Graafland • De Graeff (Amsterdam) • Gransberg • Graswinckel • Gratama • Fresemann Gratama † • Oldenhuis Gratama † • Willinge Gratama † • Gravenhorst • Bennebroek Gravenhorst • Berch Gravenhorst • Waters Gravenhorst • Gregory • Greidanus / Idema Greidanus / Van Wimersma Greidanus • Grenfell • Greve • Hovens Greve • Van Someren Greve • De Greve • Grevelink • Alstorphius Grevelink • Bisschop Grevelink • IJzenhoed Grevelink • Van Griethuijsen • Groeneveldt • De Bruine Groeneveldt • Groeninx / Groeninx van Zoelen • Van der Gronden • Brandenburg van der Gronden • Van Groningen • Cornets de Groot • De Groot / Hofstede de Groot • Groskamp • Robbe Groskamp • Grothe / Van Ghesel Grothe / Loten van Doelen Grothe • de Gruijter • Grijp • Specht Grijp • Guepin • Guerin • Balguerie Guerin • Gülcher • Guljé • Gunning • Guyot • Van Gijn • Kuyl van Gijn • Gijsberti • Gijsberti Hodenpijl • De Gijselaar

## H
Van Haaften • Kivit van Haaften • Haan • De Haan / Bierens de Haan / Van Breda de Haan • Ter Haar • Hacke † • Van Haeften (I) • Van Haeften (II) • Van der Haer • De Haes • Hagedoorn • Rolandus Hagedoorn • Haitink (geslacht) • Hajenius • Halbertsma • Van der Halen • De Jonge van der Halen • Van Hall / Van Noorle van Hall / Teyler van Hall • Van Halmael • Van Halteren • Hamaker • Van Hamel • Ardesch van Hamel • Hamer / De Witt Hamer / Versélewel de Witt Hamer • Hamilton of Silverton hill • Hamming • Hamstra • Van Woudenberg Hamstra • Hanedoes • Hanegraaff • Hanlo • Hannema • Hardenberg • Van Harencarspel • Van Harpen / Krook van Harpen / Kuyper van Harpen • Harte / Harte van Tecklenburg • Hartevelt • Hartman / Del Campo Hartman • Hartogh / Hartogh Heys • Hartsinck / Van Marselis Hartsinck • Hasebroek • Hasselaer / Hooft Hasselaer / Sautijn Hasselaer • Hasseleij • Hassleij • Hasselman • Van Hasselt (Gent) • Van Hasselt / Copes van Hasselt / Abbema Copes van Hasselt / Wilhelmy van Hasselt • Hazenberg • Havelaar • Van Heek • Van Heel • Dudok van Heel • Gousset van Heel • Heemskerk • Bijsterus Heemskerk † • Heerspink • Hegt • Noordhoek Hegt • Hein / Vlielander Hein / Faijan Vlielander Hein • Arendsen Hein • Heinsius • Van Bosveld Heinsius • Van Helbergen • Helder • Heldewier / Heldewier Vignon • Heldring • Helmich • Helmolt • Camerling Helmolt • Van Heloma † • Van Helsdingen / Van Beuningen van Helsdingen • Von Hemert • Hendrichs /   Lestrieux Hendrichs • Hendriksz • Van Hengel • Van Hengel (Doetinchem) • Hengst • Van Hengst • Hennequin • Henny • Herckenrath • Herderschee • Heringa • Hermsen • Van Hersele • Van Herzeele • Heshuysen • Hesselink • Keppel Hesselink • Van Heteren • Van Heukelom • Siegenbeek van Heukelom • Van Heusde • Van Heusden • Van den Heuvel • Van der Hagen van den Heuvel • Van den Heuvell • Van Linden van den Heuvell • Van Heuven • Kiljan van Heuven • Van Munster van Heuven • Heyman • Heijmeijer / Van Haare Heijmeijer • Heyning • Van Heyningen / Kits van Heyningen • Heijnis / Heinis • Heynsius • Heijse • Van Heyst (Antwerpen) • Heijning • Van Heijst (tak Waalwijk) • Van Heijst (tak Sprang) / Van Büüren van Heijst / Graevestein van Heijst † / Van den Ham van Heijst † / De Vries van Heijst † • Hiddingh • Hingst • Hinlopen • Hintzen • Van Hoboken • Appelius van Hoboken • Van Hoek • De Hoest • Hoeth • Wichers Hoeth • Van der Hoeven (Besoijen) • Van der Hoeven (Delft) • Van der Hoeven (Dorsten) / des Amorie van der Hoeven / Pruys van der Hoeven † / Templeman van der Hoeven • Van 't Hoff • Hoffmann • Hoffmann van Hove • Hofstede • Van Hogendorp • Hogerwaard • Hogerzeil • De Lille Hogerwaard • Hojel • Van Holk • Van Holkema • Holland • Holle / Van Beest Holle / du Ry van Beest Holle • Holleman • Hollertt • Holst • Roland Holst • Holtius • Holtzman • Homan / Linthorst Homan • Hondius / Hondius van Gessel • Van den Honert • Honig • Van Hooff • Drijfhout van Hooff • Hooft van Vreeland • 't Hooft / Visser 't Hooft • Hoog • Hoogendijk • Van Rossen Hoogendijk • Van Hoogenhuyze • Hoogeveen • Hoogeweegen • Hoogewerff • Hooglandt • Palairet Hooglandt • Hoogstad • Silvergieter Hoogstad • Van Hoogstraten / Van Bijnkershoek van Hoogstraten † • Hoogvliet • Van der Hoop / Thomassen à Thuessink van der Hoop • Hooreman • Van Hoorn • Hoos • Van Hopbergen • Horst • Houba • Houben (geslacht) • Houck • Hout • Van der Hout • Van Houten (Elburg) • Akersloot van Houten † • Van Houten (Meeden) • Van Houten (Rotterdam) • Houtman • Van Houweninge • Baggerman van Houweninge • Kuyck van Houweninge • Van Houweningen • Hovy (geslacht) • Hoyack • Hoyer • Hoynck van Papendrecht • Chalmers Hoynck van Papendrecht • Van Hoytema • Hubar / Van Hellenberg Hubar • Huber • Rosendahl Huber • Hubert • Hubrecht • Van Lanschot Hubrecht • Van der Hucht • Hudig • Huet • l'Ange Huet • Busken Huet • Gallandat Huet • Hugenholtz • Ter Bruggen Hugenholtz • De Haan Hugenholtz • Huidekoper • Hulsewé • Hulshoff / Hulshof / Hülshoff • Van Hulst • Van Hulten • Hummelinck • Wagenaar Hummelinck • Hurgronje • Snouck Hurgronje • Huijgen • Huygens • Huygens Peronneau van Leijden • Huysinga • Huijsman / Huysman

## I
Van Iddekinge • Hooft van Iddekinge • Idenburg • Van Idsinga • Immink • Schouhamer Immink • Indewey • Ingen Housz • Insinger • De longh / Crena de Iongh • Van Iterson • Van Loon van Iterson • Roessing van Iterson • Roessingh van Iterson • Itzig Heine

## J
s'Jacob / De Normandie s'Jacob • Jacobson / Rosen Jacobson • Jaeger • Van der Jagt • James • De Groot Jamin • Jannink • Janssens • De Maes Janssens • Jarman • Berkman Jarman • Jeltes • Van Jeveren † • Jolles • Jonas • De Joncheere • Jonckheer • De Jong / De Josselin de Jong / Van Loghem de Jong • De Jong van Rodenburgh • Van Zijll de Jong • Van der Zoo de Jong • De Jongh (Goedereede) • De Jongh (Wijk) / De Jongh van Son • De Jongh (Zaltbommel) • Munniks de Jongh • Jongkindt • Jongkindt Coninck • Jordaan • Jordan • Jordens • Jordens • Jurry • Jurgens • Juta • Jutting • Van Benthem Jutting • Van Starckenborgh Jutting †

## K
Van der Kaa / Van der Kaa Willemszen • Van Kaathoven • Kakebeeke • Peman Kakebeeke • Kalff • Fremery Kalff • Kam • Kamerling • De Kanter • De Laat de Kanter • Van Karnebeek • Karsten • Van de Kasteele • De Kat (geslacht) • Kayser • Keiser • Brunsvelt Keiser • Busch Keiser • Tjassens Keiser • Warmolt Keiser • Van der Kemp • Van Kempen (Kalkar) • Van Kempen (Kempen) • De Kempenaer • Kemper • Kempers • Bernet Kempers • Kerkhoven • Van Kerkwijk • Kersten • Kerstens • Van Kervel • Kessler • Ketjen • Willink Ketjen • Van Ketwich / Van Ketwich Verschuur • Keuchenius • Keunen • Kiderlen • Von Kiderlen-Waechter • Kingma • Kip / Van Erp Taalman Kip • Kirchner • Hasseleij Kirchner • Kist • Kleyn (Leiningen) • Le Conge Kleyn • Kleyn (Schoonhoven) • Van der Kloot • Van Rhede van der Kloot • De Klopper • Kluit • Provo Kluit • Sautijn Kluit • Tempelman Kluit • Kluytenaar • Klijn • Knappert • Kneppelhout • Knight • Knoop • Knoote • Knottenbelt • Knottnerus (Bellingwolde) • Knottnerus (Eger) • Knuttel • Koch (Stein am Rhein) • Koch (Solingen) • Kock • De Kock • Koenen • Van Koetsveld • Van Koetsveld van Ankeren • Mengel van Koetsveld van Ankeren • Kol • Kolff • Kolff van Oosterwijk • Van Breda Kolff • Van Santen Kolff • Koning • Wittop Koning • Koningsberger • Van Konijnenburg / Hoytema Van Konijnenburg • Van der Koog • Van Bijnkershoek van der Koog • Van Toulon van der Koog • Kool • Diemer Kool • Schuckink Kool • Schultze Kool • Koole • Van der Boor Koole • Koolen • Kolen • Coolen • Koopmans • Coopmans • Koopmans Stadnitski • Cnoop Koopmans • Van Swinden Koopmans • Kooy (Huizen) • Van Barneveld Kooy • Kooy (Uithuizen) • Van Marwijk Kooy • Van Woensel Kooy • Van der Kop • Croiset van der Kop • Kops • De Bruyn Kops • Kortenhorst • Korteweg • Kranen • Krantz • Krayenhoff / Krayenhoff van de Leur • Van Krimpen • Krol • Van Driel Krol • Kronenberg • Kroon • Krudop • Kruimel • Krull • Kruseman • Nieuwenhuijzen Kruseman • Polman Kruseman • Krusemann • De Kruyff • Kruys • Tielenius Kruythoff / Tielenius Kruijthoff • Tielenius • Kuenen • Van Kuffeler • De Blocq van Kuffeler • Van der Meer van Kuffeler • Kuhn • Ter Kuile • Ter Kuile Lemker • Kuiper / Feenstra Kuiper • Kuipers • Van der Kun • Kuntze • Kuyck • Van Kuyk • De Kuyper • Kuyper • Van Harpen Kuyper • Kymmell • Homan Kymmell • Lunsingh Kymmell • Nijsingh Kymmell • Oldenhuis Kymmell • Willinge Kymmell • Wilmsonn Kymmell

## L
Laan (Middelie) • Laan (Westwoud) • Laane • Van de Laar • Labouchere • Labrijn • Tak Labrijn • Ladenius • Toe Laer • Lagers • Lamaison van Heenvliet • Lambert • Lamberts • Lambrechtsen • Lambrechtsen van Ritthem • Laming • Land • Lange • Everwijn Lange • De Lange • Ten Houte de Lange • Stuyling(h) de Lange • Tigler de Lange • Van Lansberge • Van Lanschot (geslacht) • Lantsheer • Laurillard • Laurillard dit Fallot • Laurman • Laverge • Lebret • Lechner • Van Pelt Lechner • Leclercq • Van Lede • Ledeboer • Leemans • Leembruggen • Leendertz • Van Leenhof • Van Leenhof de Lespierre • Leesberg • Van der Leeuw (Rotterdam) / Van der Looy van der Leeuw • Van der Leeuw (Stevensweert) • Van Leeuwen (Nederhemert) • De Kock van Leeuwen • Van Leeuwen (Nieuwkoop) • Van Leeuwen (Schipluiden) • Storm van Leeuwen • Van Leeuwen • Van Leeuwen van Duivenbode • Lehman de Lehnsfeld / Ruijsch Lehman de Lehnsfeld • Lels • Lely • Van der Lely • Van Lelyveld • Van Lelyveld van Cingelshouck • Le Mair • Van Lennep • Roeters van Lennep • Ross van Lennep • Lenshoek • Lette • Lhoest • Lichtenbergh • Van der Burcht van Lichtenbergh • Van Lidth de Jeude • Van Liebergen • Lieftinck • Van Lilaar • Van der Linden / Dronsberg van der Linden / Cort van der Linden • De Lint / De Lind van Wijngaarden • Linthorst Homan • Lisman • Lisnet • Loder • Loeff (Oudheusden) • Loeff (Zaltbommel) • Loeff (Zeeland) • Van der Loeff / Rutgers van der Loeff / Schim van der Loeff / Verniers van der Loeff • Van Loenen • Beckeringh van Loenen • Lohman • Lohnis • Loman • Van Loo • Sluyterman van Loo • Van de Loo • Van der Loo • Loopuyt • De Loos • Neuman de Loos • Loosjes • Looxma • Los • Los van Aarlanderveen • Loudon • Lucardie • Lucassen • Valck Lucassen • Luchtmans • Luden • De Bie Luden • Lugard • Lugt • Van der Lugt • Lulofs • Drossaart Lulofs • Luns • Van Lutterveld • Van Luttervelt • Luzac • Lycklama à Nijeholt

## M
Maaldrink • Binkhorst Maaldrink • Van Maanen • Maas / Maas Geesteranus • Van Maasdijk • Maats / Maats à Stuling • Macalester Loup • Mac Gillavry • Mackay • MacLeod • Madry • Magnee • Maielle • Maingay • De Man • Nolthenius de Man • Van der Mandele • Van der Mandere • Van Manen • Mansholt • Van Mansvelt • Marcella • Maris • Van Marken (Baambrugge) • Van Marken (eiland Marken) • Vos van Marken • Van Marle • Marres • Martini Buys • Mathijsen / Mathysen • Mathon • Van Schaeck Mathon • Matthes (Beieren) • Van Lankeren Matthes • Matthes (Brandenburg) • Mauritz • Mazel • Van der Meersch • Van Limborch van der Meersch • Van Meerten / Van Persijn van Meerten • Meertens • Mangelaar Meertens • Mees • Alting Mees • Dorhout Mees • Kreunen Mees • Mom Faure Mees • Uniken Mees • De Meester • Meesters • Tromp Meesters • Van Meeteren • Westerouen van Meeteren • Van Meeverden • Menalda • Mensonides • Mercier • Merckelbach • Merckens • Merens • Gallis Merens • Van der Mersch • Mertz • Messchaert • Messchert • Mestingh • Metelerkamp • Methorst • Metzlar • Ter Meulen • Ruhle von Lilienstern ter Meulen † • Meurs • Dalen Meurs • Meursinge • De Mey • Meijen • Van Stuyvesant Meijen • Meijer • De Lanoy Meijer • Maarschalk Meijer • Meyer • Meyer Timmerman Thijssen • De Meijere • De Meijier • Meyjes • Van Oostrom Meyjes • Posthumus Meyjes • Meijlink • Meyners • Van Mierlo • Van Mierop • Schenkenberg van Mierop • Milders • Minderop • Van der Minne • Mirandolle • Mispelblom • Mispelblom Beyer • De Mist • Uitenhage de Mist • Modderman • Moens / Isebree Moens • Moes • Molengraaff • Van Hoogen Molengraaff • Molengraaff van Loon • Molewater • Moll (Blokzijl) • Moll (Wageningen) • De Bruyn de Neve Moll • Van Moll • Mollinger • De Mol van Otterloo • Moltzer • Momma • De Monchy • Monod de Froideville • Montijn • Moolenburgh • Moorrees • Van Braam Morris • Van de Mortel • Mosselmans • Van Motman • Motz • Pelgrom von Motz • Van Mourik • Mouthaan • Mouton • Delia Mouton • Van der Muelen • Zur Muhlen • Mulier / Haitsma Mulier • Muller (Gerolsheim) • Muller van Voorst • Müller • Muller (Glarus) • Muller (Grijpskerk) • Du Celliee Muller • Muller (Sleeswijk-Holstein) • Wolterbeek Muller • Muller Massis • De Munnick •De Munnik• Muntendam • Muntz • Van Musschenbroek • Mutsaerts • Muijsken • Mijnssen • Verpyck Mijnssen

## N
Van Naamen • Nachenius • De Bijll Nachenius • Nagel • Nagtglas • Nagtglas Versteeg • Nairac • Nauta • Nederburgh • Nepveu • Nepveu tot Ameyde • Roosmale Nepveu • De Nerée / De Nerée tot Babberich / Von Nerée • Van Nes • Van Nes van Meerkerk • Netscher / Van der Gon Netscher • De Neufville • Van Gelder de Neufville • Neys • Nibbrig • Hart Nibbrig • Niemeijer • Van der Niepoort • Nierstrasz • Nieuwenhuis • Domela Nieuwenhuis • Domela Nieuwenhuis Nyegaard • Domela • Nieuwenhuijs • Nieuwenkamp • Kits Nieuwenkamp • Van Nieuwkuyk • Nilant • Van Nispen • Noëls van Wageningen • Nolen • (Tutein) Nolthenius / Brown Tutein Nolthenius • Noman / Van Haren Noman • Noodt / Huber Noodt • Noorduyn • Van Nooten • Cambier van Nooten • Hoola van Nooten • Sandt van Nooten • Sibmacher van Nooten • Nortier • Van Notten • Van Nouhuys • Losecaat van Nouhuys • Noyon • Terpstra Noyon • Numan / Star Numan • Nijgh • Nijhoff • Nypels • Nysingh

## O
Obreen • Van der Speck Obreen † • De Vrij Obreen † • Odé • Offerhaus • Van Ogtrop • Van Olden • Van Oldenborgh • Olivier • Van Ommeren • Onderwater / De Court Onderwater • Ongerboer •  Onnes / Kamerlingh Onnes • Onnes / Rost Onnes • Van Oordt • Bleuland van Oordt • Van der Houven van Oordt • Oorthuys • Oosterbaan (Harlingen) • Oosterbaan (Sneek) • Oosterhoff • Van Gybland Oosterhoff • Van Oosterzee • Oosting • Bieruma Oosting • Van Oppen • Van Opstall • Van Orsoy de Flines • Van Osselen • De Mol van Otterloo • Ouboter • De Bruyn Ouboter • Oudemans • Van der Oudermeulen • Van Outeren • Van Oven • von Oven • Van Overveldt • Van Overzee • Van Oyen • Vorsterman van Oyen • Von Oyen zu Furstenstein † • Oijens / De Marez Oijens / Weckherlin de Marez Oijens

## P
Paehlig • Paets • Pahud de Mortanges • Pahud • Paine Stricker • Van der Pals • Van Gilse van der Pals • Palthe, Racer Palthe, Van Wulfften Palthe • Pape • Paravicini di Capelli • Parvé / Van Bleyswyk Parvé / Steijn Parvé / Steyn Parvé / Couperus Steijn Parvé / Unia Steyn Parvé • Pasteur • Pastor • Patijn • Clotterbooke Patijn • Paulus • Paulussen • De Pauly • Pauw • Pekelharing • Pelerin • Pelinck • Ter Pelkwijk • Peltzer • Penning • Penning Nieuwland • Pennink • Van Hanswijk Pennink • Perk • Perk van Lith • Van Persijn • Van Peski • Pfeiffer • Pfister • De Wetstein Pfister • Phaff • Philippi • Philips • Philipse • Piccardt • Soetbrood Piccardt • Pichot • Pichot du Plessis • Pichot Lespinasse • Picke • Piek • Pierson • Pietermaat • Pigeaud • Piper (patriciërsgeslacht) • Pistorius (Oberhessen) • Verkerk Pistorius • Pistorius (Thuringen) • Pit • Plate • Plaat • Planten • Plemp • Plemp van Duiveland • Pleyte • Pleyte d'Ailly • Van der Ploeg • Ploos van Amstel • Pluygers • Pol • Hulshoff Pol • Pols • Polvliet • Nederdijk Polvliet • Pompe • Pont • Maclaine Pont • Le Poole• Portielje • Van der Pot • Povel • Praetorius • Prager • Van Prehn • Van Prehn Wiese • Prince • Prins (Aalten) • Prins (Noordwijk) • Prins (Rotterdam) • Prins (De Rijp) • Prins / Bloys van Treslong Prins • Pronck • Van de Putte • Fransen van de Putte • Pijnacker Hordijk

## Q
Quack • De Quay • Du Quesne • du Quesne van Bruchem • Queysen • Quien † • Quintus

## R
Raedt / Raedt van Oldenbarnevelt / Arendsen Raedt • Ragay • Rahder • Rahusen • De Ram • Ramaer • Rambonnet • De Ranitz (geslacht) • Ras • Rasch • Rau • Rauwenhoff • De Ravallet • Ravesteijn • Van Ravesteyn • Receveur • Reddingius / Benthem Reddingius / Folmer Reddingius / Lubeley Reddingius / Roskamp Reddingius • Van Reede • Van Reenen • Reepmaker / Reepmaker van Belle • Rees • Van Rees • Siewertsz van Reesema • Reeser / Reeser Cuperus • Regout • Rehm • Reiger (geslacht) / à Brakel Reiger • Remy • Repelius • Reuchlin • Reyers • Reynvaan • Van Rhijn • Ribbius • De Riemer • Van Riemsdijk / Van Riemsdijk Kreenen • Du Rieu • Rijk • Rink • Van Rinkhuyzen • Risselada • Rive • Robbé (geslacht) / De Vries Robbé • De Rochefort • Rochussen • Roelants / Roelants van Baronaigien / Jonker Roelants • Hazelhoff Roelfzema • Röell • Roelofsz • Roelvink • Roes • Roessingh / Roessingh Udink / De Buys Roessingh / Conringh Roessingh • Roest / Roest van Limburg • Van Roggen / Graadt van Roggen • Rolandus • Roldanus • Scherpenhuijsen Rom • Rombach • Romeny / Ter Haar Romeny / Rommenie • Römer • Von Römer • Romme • Van Romondt / d'Aumale van Romondt • Romswinckel • De Roo (Bailleul) • De Roo (Delft) / De Roo de la Faille • Roodenburg • Rooseboom • Roosegaarde / Roosegaarde Bisschop • Roosenburg • Rose (geslacht) • Roskes • Van Rossem • Van Rossum (Asch) • Van Rossum (Zaltbommel) • Rost van Tonningen • Rouffaer • De Roy / De Roy van Zuydewijn / De Roy van Wichen • Royaards / Van Erpers Roijaards / Sutherland Royaards • Van Royen (Berlicum) • Van Royen (Breukelerveen) • Van Roijen (Ieper) / Haakma van Roijen • Roijer • Rueb • Russel • Rutgers • De Ruuk • Ruys ('s-Hertogenbosch) / Ruijs de Beerenbrouck † / Ruys van Nieuwenbroeck • Ruijs / Ruys (Utrecht) / Ruys van Hoogh-Schaerwoude / Ruys de Perez • Niënhuis Ruys • Rijcken / Pels Rijcken • Van Rijckevorsel • Van Rijn (Papendrecht) • Rijnbende / Van Bol'es Rijnbende • Rijshouwer

## S
De la Sablonière / De Lussanet de la Sablonière • Saint Martin • Saltet • Van der Sande / Van der Sande Lacoste / Verbeek van der Sande • Sander / Duyckinck Sander • Van Sandick • Sannes • Santhagens / Van Eibergen Santhagens • Sark • Sas • Sassen • Schaay • Schade van Westrum • Schadee • Schaepkens / Schaepkens van Riempst • Schaepman • Schafer • Schalkwijk • Schalij • Scharp • Schas • Scheers • Scheidius • Van Schelle • Scheltema / Scheltema Beduin / Scheltema de Heere / Adama van Scheltema • Scheltema (Harlingen) • Van Scheltinga / De Blocq van Scheltinga / Coehoorn van Scheltinga / Wielinga van Scheltinga • Scheltus / Scheltus van Kampferbeke / Scheltus van IJsseldijk • Van Schelven • Schenck / Teengs Schenck • Schepel • De Schepper / IJssel de Schepper • Schermer / Schermer Voest • Van Scherpenberg • Scheurleer • Lunsingh Scheurleer • Schiff • Van Schilfgaarde • Schill • Schimmel / Schuurman Schimmel • Schimmelpenninck • Schippers • Schleicher • Schlingemann • Schluiter / De la Fontaine Schluiter / D' Outrein Schluiter • Schneiders van Greyffenswerth • Schober • Schoch • Schokker / Arkenbout Schokker • Scholten (Almelo) • Scholten (Holten) • Scholten (Osnabruck) / Scholten van Aschat / Fannius Scholten / Scholten van Oud-Haarlem / Van Wesele Scholten • Scholten (Wezel) • Schölvinck • Schonegevel • Van Nijmegen Schonegevel • Van Schoonhoven • Van der Schooren • Schout Velthuys • Schouwenburg / De Jong Schouwenburg • Van Schouwenburg / Menalda van Schouwenburg • Schram • Schrameier Verbrugge • Van Schreven • Van der Schrieck • Schukking • Schuller / Schuller tot Peursum / Schüller • Schultz van Haegen • Schuurman / Elink Schuurman / Elink Schuurman Duuring • Schuyt / Schuyt van Castricum • Schwartz (Morbegno) • Schwartz (Posen) / Van der Poorten Schwartz • Van Löben Sels • Senn van Basel / Mersen Senn van Basel • Servatius • Sibinga / Smit Sibinga / Viëtor Sibinga • Sichterman • Sieburgh • Siemens • Siertsema • Sillem • Simon Thomas • De Sitter • Sleeswijk / Wegener Sleeswijk • Sleurs • Slicher • Sligcher • Slingeland / Van Oosten Slingeland • Van Slooten • Slotemaker • Van Sloterdijck • Sluis • Sluiter (geslacht) • Sluyterman (Dokkum) • Sluyterman (Leeuwarden) • Van Slijpe • Smallenburg • Smalt • Smidt • Smith • Smits (Schoonhoven) • Smits / Smits van Eckart / Smits van Hattert / Smits van Oyen • Smulders • Snellen • Snethlage • Snoeck / Snoeck van Tol / Van Reijn Snoeck / Snouck van Loosen • Snijder / Snijder van Wissenkerke • Snijders • Van Son / Van Braam van Son / Roberts van Son • De Sonnaville • Van Sonsbeeck / Verheye van Sonsbeeck • Van Sorgen • Van Spaendonck • Spakler / Van der Masch Spakler • Spandaw • Spengler / Cox van Spengler • Spiering • Ter Spill / Boelmans ter Spill • Spree • Sprenger • Van der Sprenkel / Berkelbach van der Sprenkel • Spruyt • Staal / Courrech Staal • Van der Staal / Van der Staal van Piershil • Van de Stadt • Stahl • Staring • Van Staveren • Van Steeden • Van den Steen / Van den Steen van Ommeren • Steenberg • Steenberghe • Van Steenis / Van Steennis • Steenkamp • Steenlack • Steins Bisschop • Stern / Van Oostenwijk Stern • Sterneberg • Steveninck / De Ruyter van Steveninck • Stael van Holstein van Vloten † • Van Steijn / Van Steijn van Hensbroek • Stheeman / Talma Stheeman • Stigter • Stinstra • Van Stipriaan / Van Stipriaan Luïscius • Von Stockhausen • Van Stockum / Van Stokkum (Gorinchem) • Van Stockum (Hamburg) • Van der Stok • Stokhuyzen • Stolk • Van Stolk • Stols • Stoop • De Stoppelaar • Stork • Storm de Grave • Storms • Stratenus • Strens • Stricker . Stroink • Strootman • Van Strijen • Stuart / Verrijn Stuart • Suermondt / Kamphuis Suermondt / Tabingh Suermondt • Suringar / Valckenier Suringar • Suijck / Van Bemmel Suijck • Swaan / De Roon Swaan • Swaving • Sweerts de Landas • Swellengrebel • Van Swijndregt / Montauban van Swijndregt • Swijser • Sypesteyn / Kaars Sypesteyn • Sypkens • Benthem Sypkens

## T
Tack • De Brueys Tack • Tak (Etten) / Tak van Poortvliet / Dumon Tak • Tak (Zierikzee) • De Maret Tak • Tasman • Taunay • Teengs • Teeuwen • Tegelberg • Telders • Tellegen • Temminck • Tengbergen (Doetinchem) • Tengbergen (Gendringen) • De Bruyn Tengbergen • Van Ebbenhorst Tengbergen • Termijtelen • Terwindt • Testas • De Famars Testas • Van Tetering • Tetrode (familie) • Van Tets • Tetterode (geslacht) • Den Tex • Den Tex Bondt • Van Teylinge • Thesingh • Geraerds Thesingh • Thiange • Thieme • Van Eldik Thieme • Weenink Thieme • Thierens ('s-Gravenhage) • Thierens (Land van Waas) • Thissen • Thoden van Velzen • Thomson (geslacht) • Thooft • Thorbecke • De Thouars • Le Vasseur de Congnee de Thouars • Thurkow • Thijssen • Heerkens Thijssen • Tichelman • Tideman • Strumphler Tideman • Tielenius Kruijthoff • Tielens • Van Tienhoven / Van Tienhoven van den Bogaard • Tilanus / Van der Hoop Tilanus • Tilman • Titsingh • Camper Titsingh • Tjassens • Dittlof Tjassens • Tjeenk • Leuveling Tjeenk • De Bie Leuveling Tjeenk • Tol • Van Linden Tol • Des Tombe • Van Tomputte • Tonckens • Lunsingh Tonckens • Oldenhuis Tonckens • Toussaint (geslacht) / Steenstra Toussaint • Tra Kranen • Van Taack Tra Kranen • Trenite • Nolst Trenite • Tresling • Bosman Tresling • Haakma Tresling • Lunsingh Tresling • Ruardi Tresling • Stheeman Tresling • Wintgens Tresling • Treub • Van Tricht • Trip / Sibenius Trip • Tromp • Tromp van Holst • Van Troostwijk / Doude van Troostwijk • Tuckermann • Turing • Twiss (geslacht) • Duymaer van Twist • Van Eck Duymaer van Twist • Tydeman • Van Tijen / Van Tyen

## U
Ubachs • Van Uchelen / Croiset van Uchelen • Uhlenbeck • Uitterdijk • Umbgrove • Van Lulofs Umbgrove

## V
Vader • Saaymans Vader • Van Voorst Vader • Vaillant • Valck • Veen Valck • Valeton • Van der Valk • Van Valkenburg (Land van Valkenburg) • Van Valkenburg (Valkenburg, Lb.) • Van Valkenburg (Well) • De Vassy • Veder • Veeckens • Van Heemskerck Veeckens • Zegers Veeckens • De Veer • Van West de Veer • Veeren • Van Orsoij Veeren • Van Veeren • Van der Ven • Verbrugge • Verhagen / De Jong Verhagen / Van Bleijswijk Thierens Verhagen • Verhellouw • Verheijen • Verkade (geslacht) • Verkouteren • Verloop • Van Noordenne Verloop • Verloren • Verloren / verLoren / verLoren van Themaat / De Monté verLoren • Vermande • Vermeer • Losecaat Vermeer • Vermande • Vernhout • Verploegh • Verploegh Chasse • Verschoor (Mechelen) • Verschoor van Nisse • Verschoor (Sleeuwijk) • 't Hooft Verschoor • Verschuir / Fontein Verschuir / Forsten Verschuir / Van Gesseler Verschuir • Versfelt • Verspyck / Baert Verspyck • Versteeven • Verster • Versteeven de Balbian • De Balbian Versteeven • Verstolk • Veth • Giltay Veth • Vethacke / Vethake • De Veye|De Veye / Swanenburg de Veye / De Veye de Burine † • De Vicq / Van Bredehoff de Vicq / Van Bredehoff de Vicq van Oosthuizen • De Vidal de Saint Germain • Viehoff • Vietor • Fresemann Vietor • Vigelius • Vinkhuizen • Vinkhuyzen • De Virieu • Viruly • Van Castrop Viruly • Viruly van Pouderoyen • Viruly Verbrugge • Vis (Oost-Zaan) • Vis • Vis Bolderdijk (Zaandijk) • Van Romondt Vis (Colijnsplaat) • Visch • Mom Visch • Visscher • Visser • Visser (Schiedam) • Visser (Sluis) • De Visser • Scharp de Visser • Ongerboer de Visser • Vissering • Van Hoorn Vissering • Van Visvliet • Vitringa • Van Gelein Vitringa • Van Vladeracken • De Vlaming • Vliegenthart • Vlielander • Vlierboom • Van der Vliet • Van Vlissingen / Fentener van Vlissingen • Van Tongeren van Vlissingen • Van Vloten / Van Bommel van Vloten / Van Braam van Vloten / Stael van Holstein van Vloten † • Vogel / Anthing Vogel • De Vogel • Vogelaar • Völcker / Verstolk Völcker • Vollenhoven • Van Beeck Vollenhoven • Van Vollenhoven / Messchert van Vollenhoven / Van der Poorten van Vollenhoven / Snellen van Vollenhoven / Van der Wallen van Vollenhoven • Voller (geslacht) / Peereboom Voller • Vollgraff • Vonk • Van der Veen Vonk • Voorduin • Voorhoeve • Voorhoeve Holland • Van der Voort • Rouppe van der Voort • Van Voorthuysen • Van Eyk van Voorthuysen † • Du Marchie van Voorthuysen • Vorstman • De Vos (Hamm) • De Vos / De Vos tot Nederveen Cappel (Kaiserswerth) • Vosmaer • Van Voss • Heerma van Voss • Voûte • Vreede • De Vries (Friesland) • De Vries (Rossum) • De Vries (Zaandam) / Ten Cate de Vries / Remmerts de Vries • De Vriese (Drenthe) • De Vriese (Tholen) • Vriesendorp • De Vroe / Bijl de Vroe • Van der Vijver

## W
De Waal • Wachter • Van Waegeningh • De Wael / Vos de Wael • Van Wageningen / Noëls van Wageningen / Van Driel van Wageningen • Wagtho • De Wal • Van Walchren • Waldeck • Walen • Jannette Walen • Van de Wall (Arnhem) • Van de Wall (Gendt) / Von de Wall / Von Dewall • Walland • Van der Wallen • Waller • Van Walre • Van Walree • Van Walsem • Van Walsum • Van Cappellen van Walsum • Walter • Wambersie • Van Waning • Wap • Van Warmelo • Warnaars • Warnsinck • Staats Evers Warnsinck • Toe Water • Van Waterschoot van der Gracht • Van Wayenburg • Van Weel • De Clercq van Weel • Weerman • Weerts • Welter • Van Welij / Van Wely • Wendelaar • De Wendt • Ten Behm Wentholt / Wentholt • Van de Werk • Wertheim • Wertheim Aijmes • Wertheim van Heukelom • Van Wessem • Westenberg • Coninck Westenberg • Lincklaen Westenberg • Westendorp • Westenenk • Westerman • Westermann • Sargant Westermann • Westerwoudt • Westra • Westra van Holthe • Willemier Westra • Van Westrheene • Weve • Weyn • Van Aldringa Wichers / Van Buttingha Wichers / Eyssonius Wichers / Lamoraal Wichers / Ruardi Wichers / Wichers • Wieling • Wierdsma / Rypperda Wierdsma / Wichers Wierdsma • Wilbrenninck • Wilde • Wildervanck • Wildschut • De Wildt • Bosboom de Wildt • Wilkens (Bremen) • Wilkens (Nordhorn) • Willet • Willeumier • Ter Bruggen Willeumier • Van Willigen • Kleyn van Willigen • Van der Willigen • Willinck • Willinge • Willink • Willink van Collen • Tjeenk Willink (geslacht) • Winckel / Von Winckel • Wintgens • Wisboom • Wiselius • De Wit (Kamerijk) • Dudok de Wit • De Wit (De Rijp) • Duyvené de Wit • De With / Van Haersma de With • Witsen • Van Woelderen • Woldringh • Wolf • Barkey Wolf • De Wolff van Westerrode • Van Wolframsdorff • Wolterbeek • Wttewaall • Woppermann • Wurfbain • Fockema Wurfbain • Wijers / Wyers • Wijnaendts / Wijnaendts van Resandt • Wijnmalen • Wijs • De Wijs (Amsterdam) • De Wijs (Utrecht)

## Y
Ypeij • IJske • Van IJsselsteyn

## Z
Zaal • Zaaijer • Zeewoldt / Van Alphen Zeewoldt † / Berthon Zeewoldt † • Zubli / De Clercq Zubli / Tatum Zubli † • Van Zuylen van Nijevelt  • Zwartendijk • Zweerts • Van Zwijndregt • Zijnen / Van der Hegge Zijnen / Sibmacher Zijnen / Steens Zijnen / Vrijdag Zijnen † • Van Zijp / Van der Voort van Zijp • Van Zijst